# Übersetzig

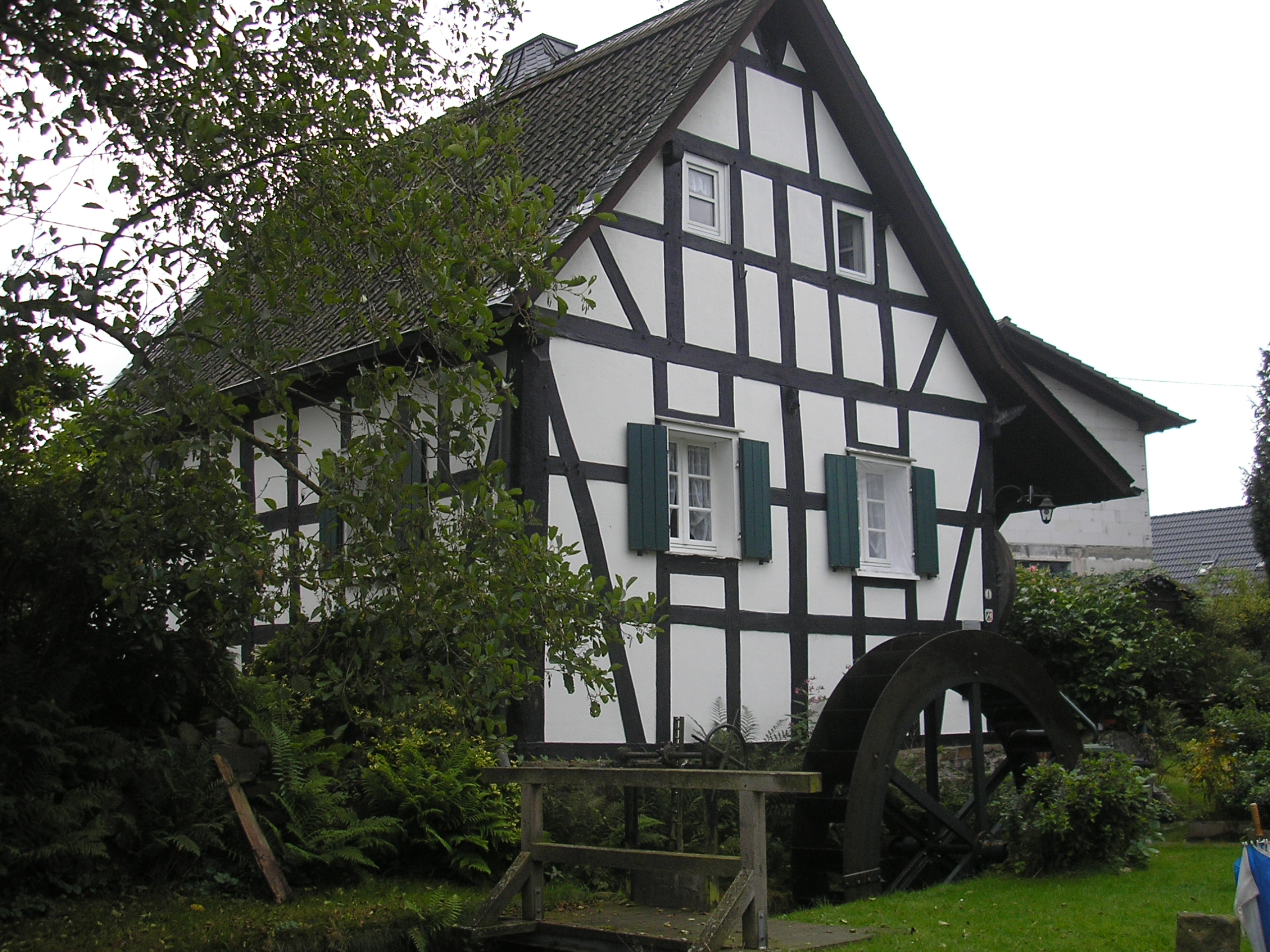
Wassermühle in Übersetzig

Übersetzig ist eine Siedlung in der Gemeinde Windeck und heute ein Ortsteil von Dattenfeld. In Übersetzig liegt der Fußballplatz des TSV Germania Windeck, eine über einen Mühlengraben betriebene Mühle und der Campingplatz Biker´s Rast. 

## Lage
Übersetzig liegt westlich von Dattenfeld und ist mit dem Ort über eine Brücke verbunden. Übersetzig liegt am orografisch linken Siegufer und somit im Westerwald. Sonstiger Nachbarort ist einzig Leuscheid, der nur mit Wirtschaftswegen durch den Leuscheid erreichbar wäre.

## Geschichte
1885 hatte Übersetzig 27 Wohnhäuser und 145 Bewohner.